# Schandpaal (Sint-Lievens-Houtem)
De schandpaal is een object op het Marktplein in de Oost-Vlaamse plaats Sint-Lievens-Houtem.
Bij de inventarisatie in 1978 door het agentschap Onroerend Erfgoed, werd de schandpaal niet als een apart erfgoedobject opgenomen. Hij maakt echter deel uit van het als 
geografisch thema geïnventariseerde "Marktplein" van Sint-Lievens-Houtem.

## Geschiedenis
Deze schandpaal zou opgericht zijn aan het eind van de 18de eeuw, tijdens de ambtsperiode van de Gentse bisschop Ferdinand Marie de Lobkowicz. Hij stond op de markt tegenover de Sint-Michielskerk. Aan het eind van de 19de eeuw (omstreeks 1890) zou hij tijdens een jaarmarkt omver getrokken zijn.
Enkel het grootste deel van de arduinen zuil bleef bewaard te Sint Lievens Houtem. De arduinen bekroning van de zuil verdween vóór 1950.
Eind november 2017 ging de heraanleg van het Marktplein gepaard met de reconstructie van de schandpaal. De bekroning werd gekopieerd door beeldhouwer Gerard Thienpont. Het betreft een zittende leeuw die het wapenschild van bisschop de Lobkowicz vasthoudt.
De arduinen leeuw bevindt zich op een arduinen achthoekige zuil van 233 cm hoogte, staand op een brede achthoekige getrapte arduinen basis met drie treden.
Op vrijdag 10 november 2017 heeft de inhuldiging plaatsgevonden.